# مايك تورنر (سياسي)
مايك تورنر (بالإنجليزية: Mike Turner)‏ هو سياسي أمريكي، ولد في 17 مارس 1987. حزبياً، نشط في الحزب الجمهوري. وقد انتخب عضو مجلس نواب أوكلاهوما.